# Paul Gürtler
Paul Anton Gürtler (* 9. Mai 1905 in Allschwil; † 9. September 1982 ebenda) war ein Schweizer Politiker.

## Leben
Gürtler absolvierte das Realgymnasium in Basel. Anschliessend studierte er Rechtswissenschaften an der Universität Basel und promovierte 1931. 1936 erlangte er das Anwaltspatent. Von 1936 bis 1942 war er Schreiber am Bezirksgericht Arlesheim. Von 1942 bis 1950 war er als Staatsanwalt für die oberen drei Bezirke tätig. Er war von 1950 bis 1967 Regierungsrat des Kantons Basel-Landschaft und hatte das Justiz- und Polizeidepartement inne.
Gürtler war Mitglied der Katholischen Volkspartei und der Christlich-sozialen Vereinigung. Er bewirkte mit dem Gesetz über die Organisation der Staats- und Bezirksverwaltung von 1958 und mit der Einführung der Verwaltungsgerichtsbarkeit 1959 einen Ausbau des Rechtsstaats.